# تيفاني كروغر
تيفاني كروغر (بالإنجليزية: Tiffany Kruger) هي راكبة الكنو جنوب أفريقية، ولدت في 18 يوليو 1987 في ديربان في جنوب أفريقيا.

## وصلات خارجية
- تيفاني كروغر على موقع أوليمبيديا (الإنجليزية)